# Nowaja Słobodka (obwód lipiecki)
Nowaja Słobodka (ros. Новая Слободка) – wieś (ros. деревня, trb. dieriewnia) w zachodniej Rosji, w sielsowiecie zacharowskim rejonu wołowskiego w obwodzie lipieckim.

## Geografia
Miejscowość położona jest nad ruczajem Dubowiec (dopływ rzeki Ołym), 4 km od centrum administracyjnego sielsowietu zacharowskiego (Zacharowka), 10 km od centrum administracyjnego rejonu (Wołowo), 128 km od stolicy obwodu (Lipieck).
W granicach miejscowości znajdują się ulice: Sadowaja, Szkolnaja.

## Demografia
W 2012 r. miejscowość zamieszkiwało 111 osób.